# ادیتا ویتچاک
اِدیتا وُیتچاک (لهستانی: Edyta Wojtczak؛ زادهٔ ۲۸ ژانویه ۱۹۳۶) مجری و بازیگر اهل لهستان است.
از فیلم‌ها یا مجموعه‌های تلویزیونی که وی در آن‌ها نقش داشته‌است، می‌توان به هفت آرزو اشاره نمود.